# TETSUYA KOMURO EDM TOKYO
『TETSUYA KOMURO EDM TOKYO』（テツヤ・コムロ・イーディーエム・トーキョー）は、2014年4月2日に発売された小室哲哉のスタジオ・アルバム。発売元はavex trax。

## 概要
自身の過去作品のリミックス音源に加え、ゲストボーカリストを迎えた新曲やカバー曲を収録。
今作では、前作まで頻繁にタイトルとして使われていた「DEBF（Digitalian is eating breakfast）」という言葉が使われていない。これは「小室哲哉がEDMを東京で作りましたよ」というポイントを強調する意味がこめられている。「EDM Session」「EDM J」という案もあった。なお、発売元のエイベックスが運営するmu-moショップの商品説明欄には「『Digitalian is eating breakfast』シリーズ第5弾CD」と記載されている。
『DEBF EDM 2013 SUMMER』と同様、ハードシンセサイザーと2013年から導入したソフトウェアシンセサイザーが併用されている。
どの曲にどのシンセサイザーが使われていたのかは分からないように作られている。また、強調したいメロディーはハードシンセサイザーを使うようにしている。
EDMの大事な要素である「いろんな人と作り上げるのではなく、1人でどれだけやれるか」を意識し、演奏・プログラミング・録音・ミキシングまでのレコーディングの過程のほとんどを小室1人で行っている。
iTunes Storeでは予約受付の段階でエレクトロニック部門チャート1位を記録していた。

## 収録曲
| 全編曲: 小室哲哉（#3・4、編曲: Nick Wood・小室哲哉）。 |                                              |                                 |                     |       |
| #                                                      | タイトル                                     | 作詞                            | 作曲                | 時間  |
| 1.                                                     | 「Time Is Now」                              | JJ                              | 小室哲哉・JJ        | 5:31  |
| 2.                                                     | 「EDM TOKYO 2014 feat. KOJI TAMAKI」         | 玉置浩二・小室哲哉              | 玉置浩二・小室哲哉  | 7:05  |
| 3.                                                     | 「Passion 2014」(Nick Wood)                  | Nick Wood・小室哲哉             | Nick Wood           | 6:08  |
| 4.                                                     | 「Let You Know My Number feat. JESS MORGAN」 | Nick Wood・Lili Tarkow-Reinisch | Nick Wood・小室哲哉 | 4:56  |
| 5.                                                     | 「Judgement 2014」(globe)                    | 小室哲哉・MARC                  | 小室哲哉            | 8:43  |
| 6.                                                     | 「Just Let Go」                              | JJ                              | 小室哲哉・JJ        | 5:57  |
| 7.                                                     | 「You're my sunshine 2014」(安室奈美恵)      | 小室哲哉                        | 小室哲哉            | 6:35  |
| 8.                                                     | 「Missing 808 feat. MIHO」                   | JJ                              | 小室哲哉・JJ        | 5:51  |
| 9.                                                     | 「Get Into You Suddenly 2014」               | 小室みつ子                      | 小室哲哉            | 4:39  |
| 10.                                                    | 「Jerusalem」                                | William Blake                   | Hubert Parry        | 3:18  |
| 合計時間:                                              | 合計時間:                                    | 合計時間:                       | 合計時間:           | 58:43 |

### mu-moショップ購入特典CD（AVCS-13999）
| 全編曲: 小室哲哉。 |                                      |           |              |      |
| #                  | タイトル                             | 作詞      | 作曲         | 時間 |
| 1.                 | 「Jerusalem (TK Instrumental ver.)」 |           | Hubert Parry | 3:22 |
| 合計時間:          | 合計時間:                            | 合計時間: | 合計時間:    | 3:22 |

## 楽曲解説
1. Time Is Now
ゲストボーカルとして、米国出身・日本在住の歌手であるイマニ（Imani）が参加。
「JJ」名義で作詞・作曲を担当しているジェームス・デ・バラード（James De Barrado）は、小室の次回作『TETSUYA KOMURO JOBS#1』にも参加している。
2. EDM TOKYO 2014 feat. KOJI TAMAKI
ゲストボーカルとして、同じ1958年生まれの安全地帯の玉置浩二が参加している。2012年8月8日放送の『2012 FNSうたの夏まつり』（フジテレビ系列）で初共演を果たしたことが本楽曲のコラボのきっかけとなっている。小室はこの時、玉置の声質に改めて感動し、玉置とのコラボを熱望。小室が実際に直筆の手紙を玉置に送り、コラボが決定した[4]。
小室が「玉置に合う」と思ってこれまでの玉置のヒット曲をイメージし、勝手に作った。その段階では「玉置がアコースティック・ギター1本で歌えるように、但し音数は一番多い」状態だった。そこから、電話とメールでどこを削ぎ落とすかを相談し合った。トラックの上で玉置が自由に歌い、歌詞を乗せる手法がとられた。玉置は「最初は戸惑ったが、そのやり方はすごく気に入った」と語っている[1]。
当楽曲はミュージック・ビデオが制作されており、アルバムの発売に先行して2014年3月19日にYouTube上で公開された[5]。
3. Passion 2014（Nick Wood）
長きにわたり、キリンのサッカー応援キャンペーンソングとして使用されているニック・ウッドの代表作「Passion」を新たに日本語の歌詞をつけてカバーした。
ゲストボーカルとして、米国出身・日本在住のゴスペル歌手であるオーレン・タナベ（Orren Tanabe）と、植田朝日率いるサッカー日本代表のサポーター集団「ウルトラス・ニッポン」が参加。
4. Let You Know My Number feat. JESS MORGAN
ゲストボーカルとして、英国出身のシンガーソングライターであるジェス・モーガン（Jess Morgan）が参加。
5. Judgement 2014（globe）
globeのアルバム『globe2 pop/rock』（2005年）収録曲のリミックス。
6. Just Let Go
ゲストボーカルとして、カナダ出身のゴスペル歌手であるオリビア・バレール（Olivia Burrell）が参加。
7. You're my sunshine 2014（安室奈美恵）
安室奈美恵の楽曲「You're my sunshine」（1996年）のリミックス。『DEBF EDM 2013 SUMMER』に収録されたバージョンを基調として、作り直されている。
8. Missing 808 feat. MIHO
ゲストボーカルとして、白井美穂（MIHO）とオーレン・タナベが参加[6]。
曲中で、フェリックス・メンデルスゾーンのヴァイオリン協奏曲が引用されている。
2014年に発売された「Roland TR-808」をハードウェア・シンセサイザー上で再現できる「Roland TR-8」が使用された[1]。
9. Get Into You Suddenly 2014
BALANCeの楽曲「GET INTO YOU SUDDENLY」（2000年）のリメイク。
ゲストボーカルとして、米国出身のジャズ・ボーカリストであるアシュトン・ムーア（Ashton Moore）が参加。
10. Jerusalem
エマーソン・レイク・アンド・パーマーなどがカバーしている、イングランドの国歌「エルサレム」のカバー。
ゲストボーカルとして、アシュトン・ムーアが参加。
mu-moショップでの購入限定で付属する特典CDに当楽曲のInstrumentalヴァージョンが収録された。

## 使用機材
ハードウェア・シンセサイザー
- OB-8 (Oberheim Electronics)
- Sledge (STUDIO LOGIC)
- TR-8 (Roland)
- Nord Lead 4 (Clavia)
- Nord Wave (Clavia)

ソフトウェア・シンセサイザー
- Nexus2 (reFX)
- REAL STRAT 3 (MusicLab)
- SC Electric Guitar (PROMINY)
- Nemesis (Tone2)
- SynthMaster (KV331 AUDIO)
- HALion 5 (steinberg)
- Multiband Sidechain (Vengeance Sound)
- Pianoteq 4 (Modartt)

## クレジット
- Produced: 小室哲哉
- Vocal:
  - Imani (#1)
  - 玉置浩二 (#2)
  - Orren Tanabe (#3,#8)
  - Asahi Ueda and Friends (#3)
  - Jess Morgan (#4)
  - Olivia Burrell (#6)
  - MIHO (#8)
  - Ashton Moore (#9,#10)
- Mixed: 
  - 小室哲哉 (#1,#3,#6,#8,#9,#10)
  - Dave Pensado (#2)
  - Al Mawdsley (#4)
- Mix Assisted (#2): Cole Nystrom
- Mix Coordinator (#2): Riki Melwani
- Remixed: 小室哲哉 (#5,#7)
- All Instruments: 小室哲哉 (#3,#4を除く)
- Guitar (#4): 角田順
- Production Coordinator (#3,#4): 照井淳也
- Legal Affairs (#3,#4): ジェイムズ松木
- Synthesizer Programming, Recorded: 岩佐俊秀
- Engineering Assisted: 小森雅仁, 小島聖平, 田中雄司, 佐藤洋
- Mastered: 前田康二
- Art Direction & Design: 今川鉄兵
- A&R: 佐々木淳
- Photography: 田川友彦
- General Producers: 伊東宏晃, 阿久津明, 樋口慎太郎, 下川大介
- Executive Supervisor: 千葉龍平, 林真司, 竹内成和
- Executive Producer: 松浦勝人